# تورلایف پترشن
تورلایف پترشن (انگلیسی: Thorleif Petersen; ۶ ژوئیهٔ ۱۸۸۴ – ۲۲ فوریهٔ ۱۹۵۸) ژیمناست هنری اهل نروژ بود.